# Зоряні Війни: Сила Нездоланна II
«Зоряні Війни: Сила Нездоланна ІІ» — відеогра від «LucasArts», складова їхнього мультимедійного проекту «Зоряні Війни: Сила Нездоланна», що вийшла до 31 грудня 2010 року, зокрема, анонсовано її вихід на 26 жовтня.
Хоча Старкіллер загинув, захищаючи Альянс повстанців, Дарт Вейдер вирощує його клона. Двійник Старкіллера пригадує життя оригінала та повстає проти свого володаря.

## Створення
Гру було анонсовано «LucasArts» 12 грудня 2009 р. Зокрема, в цей день на шоу «Spike Video Game Awards» у Лос-Анджелесі Семюел Л. Джексон (відомий також своїм виконанням персонажу «Зоряних війн» Мейса Вінду) представив трейлер майбутньої гри. Поява гри для PlayStation 3, Xbox 360, Wii, PlayStation Portable, Nintendo DS очікується протягом 2010 року. Зокрема, команда виконавчого продюсера гри «Зоряні Війни: Сила Нездоланна» Хейдена Блекмена (англ. Haden Blackman) працює над грою.
У журналах «Consoles+» за травень 2010 (№ 216) і «GamePro» за червень 2010 (№ 261) було оприлюднено ряд подробиць майбутнього сюжету гри. Зокрема, було уточнено дату виходу гри — 26 жовтня 2010 року.

## Сюжет
На імперському комплексі на планеті Каміно на замовлення Дарта Вейдера вирощують клона його колишнього учня — Старкілера. Клон переживає спогади свого оргінала, тому не може вбити дроїда, що зображає його кохану — Юнону. Вейдер називає клона провалом і клон пригадує як Вейдер зрадив Старкіллера. Клону вдається втекти, а Вейдер наймає мисливця за головами Бобу Фетта, щоб той захопив Юнону Екліпс і заманив клона назад до нього.
Старкіллер прибуває на контрольовану Імперією планету Като Неймодія, щоб врятувати Рама Коту, сліпого наставника оригінального Старкілера. Правитель планети, барон Мерілліон Тарко, змушує Старкіллера битися на гладіаторській арені. Тарко швидко підозрює, що Старкіллер незвичайний боєць, і наказує своїм людям убити його. Старкіллер пробивається крізь імперські війська до Коти, та Тарко випускає на волю гігантського звіра Ґороґа, щоб убити їх обох. Ґорог руйнує арену, з'їдаючи Тарко та схопивши Коту, перш ніж упасти з платформи. Старкіллер у вільному падінні вбиває Ґороґа та рятує Коту, який викликає «Мандрівну тінь», зореліт оригінального Старкіллера, що підбирає їх.
Кота стверджує, що джедая неможливо клонувати, тому запрошує Старкіллера приєднатися до Альянсу повстанців. Старкіллер відмовляється, висаджує Коту на найближчому космодромі та вирушає на Дагоба, де зустрічає гросмейстера-джедая Йоду та потрапляє в печеру, наповнену Темним боком Сили. Старкіллер бачить видіння Юнони в небезпеці на борту свого медичного фрегата «Порятунок» і поспішає врятувати її.
Старкіллер проникає на борт «Порятунку» разом із Котою, який розповідає, що Альянс повстанців зміцнів, але керівництво не бажає атакувати будь-які великі імперські цілі через страх, що їхній флот буде знищено. «Порятунок» незабаром зазнає атаки імперців, і обидва джедаї біжать до мосту, де бачать Юнону. Тренувальний дроїд оригінального Старкіллера PROXY показує, що експериментальні імперські сили на чолі з Феттом проникли на корабель і захопили Юнону. Старкіллер наказує знайти Юнону, але запізнюється — Фетт встигає забрати Юнону з зорельота.
Знищивши імперські війська на борту «Порятунку», Старкіллер переконує Коту віддати наказ про штурм Каміно. Повстанці прибувають туди, але їх зустрічає імперський флот, який встановлює захисний щит навколо планети. Старкіллер каже Коті евакуювати екіпаж і таранить «Порятунок» об щит, пробиваючи його. Поки Кота та його соратники штурмують планету, Старкіллер стикається з Вейдером, який випускає численних невдалих клонів Старкіллера. Проте Старкіллер знищує клонів, тоді Вейдер показує йому Юнону, погрожуючи вбити її, якщо клон не здасться. Юнона намагається поранити Вейдера кинутим Старкіллером світловим мечем, але Вейдер використовує Силу, щоб викинути її з вікна. Розлючений Старкіллер вражає Вейдера блискавками Сили, коли прибувають Кота та його війська. Вейдер намагається переконати Старкіллера вбити Коту. В цю мить гравцеві надається вибір між пощадити Вейдера або вбити його.
Якщо гравець обирає Світлий бік, Старкіллер щадить Вейдера. Лорда ситхів заарештовує Альянс повстанців, Старкіллер біжить до Юнони, котра виявляється жива та цілує його. Пізніше принцеса Лея Органа зв'язується з Юноною та Котою та вітає їх із важливою перемогою Альянсу. Старкіллер потім відвідує Вейдера, ув'язненого на борту «Мандрівної тіні», та каже йому, що звільнився від Темного боку. Вейдер відповідає, що поки Юнона жива, він завжди матиме владу над Старкіллером. «Мандрівна тінь» відлітає на Дантуїн, та герої не знають, що Фетт слідує за ними.
Якщо гравець обирає Темний бік, Старкіллер намагається вбити Вейдера, але його вбиває злий клон Старкіллера. Вейдер пояснює помираючому Старкілеру, що збрехав про те, що не зміг вдосконалити процес клонування. Дивлячись на труп Юнони, Старкіллер помирає. Вейдер наказує злому клону взяти зореліт Старкіллера та розшукати лідерів Альянсу повстанців. Байдуже глянувши на труп Юнони, клон вирушає на завдання.

## Персонажі
Під час анонсу компанією «LucasArts» гри 12 грудня 2009 року було відомо тільки про одного персонажа гри — Ґалена Марека. Також у першому представленому трейлерові відеогри були присутні голоси Дарта Вейдера, Йоди та Джуно Екліпс. Зокрема, Йода раніше не був жодним чином представлений серед персонажів проекту «Зоряні Війни: Сила Нездоланна». З журналів «Consoles+» за травень 2010 (№ 216) і «GamePro» за червень 2010 (№ 261) стало відомо, що Дарт Вейдер, Йода та Джуно Екліпс будуть персонажами гри. Також серед них будуть Рам Кота і Тарко — барон із планети Като Неймойдиа.

## Озвучування
| Персонаж            | Актор (голос) |
| ------------------- | ------------- |
| Ґален Марек         | Sam Witwer    |
| Дарт Вейдер         | Matt Sloan    |
| Йода                | Tom Kane      |
| Джуно Екліпс        | Nathalie Cox  |
| Рам Кота            | н/в           |
| Тарко (англ. Tarko) | н/в           |